# Chiacchierino
Il chiacchierino è un tipo di merletto costruito con una serie di anelli, nodi e catene. Pizzo da decorazione adatto a bordure, serve a rifinire centrini, tende e colletti. Caratteristici di questa tecnica sono occhielli di filo ricoperti a punto festone e i pippiolini, piccole sporgenze che formano elementi decorativi. In alcuni paesi prende il nome della navettina: in oriente mekouk, in Germania schiffchenarbeit o più comunemente occhi, mentre in Inghilterra è tatting che significa, similmente all'italiano, parlare sottovoce fittamente.
Di non chiara origine, forse francese, col termine frivolité, vede il primo pezzo giuntoci risalire al 1750; fu un pizzo molto in voga nell'epoca vittoriana, con un ritorno di moda nel XX secolo, nel periodo tra le due guerre. Oggi viene utilizzato per realizzare piccoli gioielli.

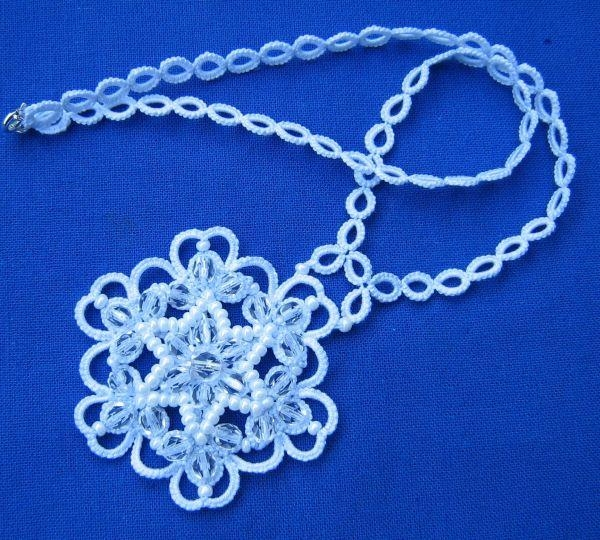
Collana realizzata con la tecnica del chiacchierino con perline e cristalli tessuti.

## Strumenti

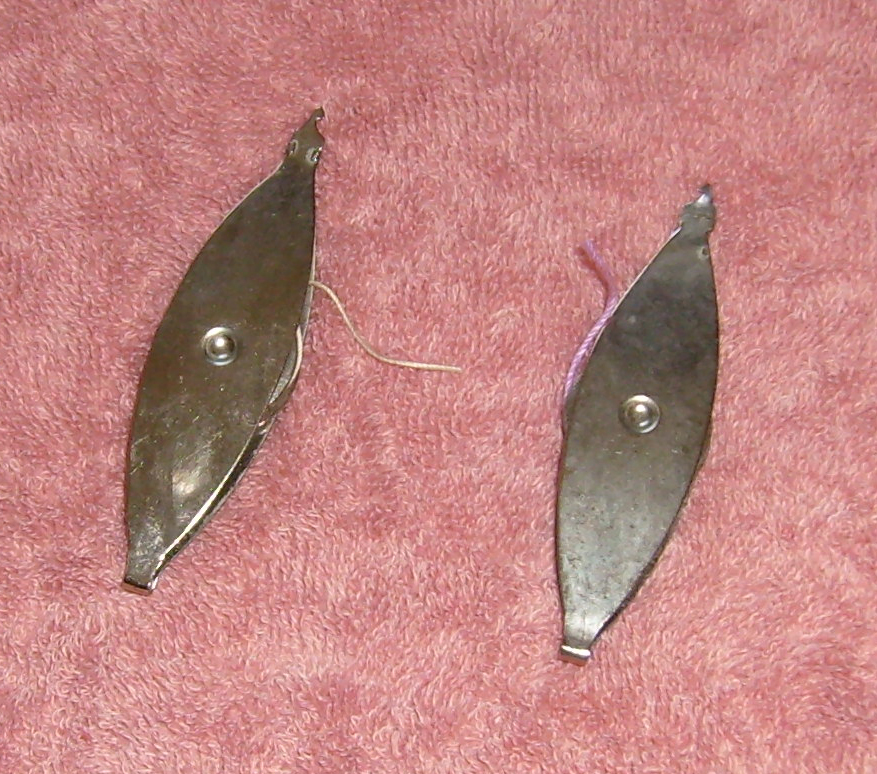
Navettine in metallo, inizio XX secolo

### Navetta
Lo strumento principale è una piccola navetta, lunga 4/6 cm., con la caratteristica che alle estremità i due fianchi della navetta si toccano, in modo che il filo caricato al centro rimanga fermo, non si srotoli, ma possa uscire se tirato. Questo tipo di navette si cominciarono a usare all'inizio del XX secolo. Anticamente erano fatte con osso, avorio, legno, poi in metallo e oggi in plastica.

### Ago
Ci sono aghi specifici per fare chiacchierino ad ago, sono di diverse misure, il numero 9 è il più sottile il 3 il più grosso. Il lavoro può essere eseguito anche con aghi lunghi da perline, purché aventi la cruna dello stesso spessore del corpo dell'ago, in questo modo si può arrivare anche a una misura 12, che può essere utilizzata per filati sottilissimi.

## Materiali
Il chiacchierino si realizza con filo sottile e molto ritorto, deve scorrere facilmente durante la lavorazione, di tipo: cordonetto, cablé, perlé. Solitamente di cotone, un tempo di colore bianco o écru -  oggi anche colorato.